# جامع إبراهيم باشا الخادم
جامع إبراهيم باشا الخادم (بالتركية: Hadım İbrahim Paşa Camii)، هو مسجد عثماني بناه إبراهيم باشا الخادم ويعود تاريخه إلى القرن السادس عشر، وهو يقع في حي "سيليفري قاپي" (بالتركية: Silivrikapı) في إسطنبول، بتركيا، وللمسجد ثلاثة مداخل إلى صحنه. بُني هذا المكان في الأصل كمجمع اجتماعي، ولا يزال حتى اليوم مسجدًا، وهو مبنى من الطوب الحجري المقطوع. تم ترميم المسجد وصيانته عام 2007م، وهو مفتوح حاليًا للصلاة.

## تاريخه
صَمَّمَ المعماري العثماني معمار سنان هذا الجامع للوزير البوسني إبراهيم باشا الخادم، وتم الانتهاء من بناءه عام 1551م. 

## العمارة
المسجد على شكل مكعب مقبب متصل به رواق. يبلغ قطر القبة الرئيسة 12 متر (39 قدم) وهي مدعومة بثمانية دعامات داخلية. هناك ثلاث طبقات من النوافذ. وتدعم القباب الخمس الصغيرة للرواق أقواس ذات أعمدة رخامية. أُعيد بناء المئذنة الحجرية، الموجودة في الطرف الجنوبي الغربي من الرواق، في عامي 1763 و1764. يُشابه المسجد في تصميمه مسجد بالي باشا السابق في منطقة يني باهتشه في إسطنبول والذي اكتمل بناؤه في عامي 1504م و1505م.
زُين المسجد بعدد من الألواح المصنوعة من البلاط الإزنيقي الملون. توجد تحت الرواق الموجود على الواجهة الشمالية ثلاث لوحات دائرية واثنين من الألواح المنحنية. تحتوي الألواح المبلطة المطلية تحت المُزجّجَّة على أحرف الثلث الأبيض المحجوزة على خلفية زرقاء داكنة من الكوبالت. بين الحروف توجد زهور باللون الأرجواني والفيروزي. وفوق المحراب توجد لوحة هلالية أكبر مطلية باللون الأزرق الكوبالتي والفيروزي والأخضر الزيتوني الداكن. اللون الأرجواني هو سمة مميزة لأسلوب "الخزف الدمشقي" في فخار إزنيق، ولكنه غير معتاد على البلاط. تساعد الألواح في تحديد التسلسل الزمني للأنماط المختلفة التي تبناها صانعو الفخار الإزنيقيون.

## معرض الصور

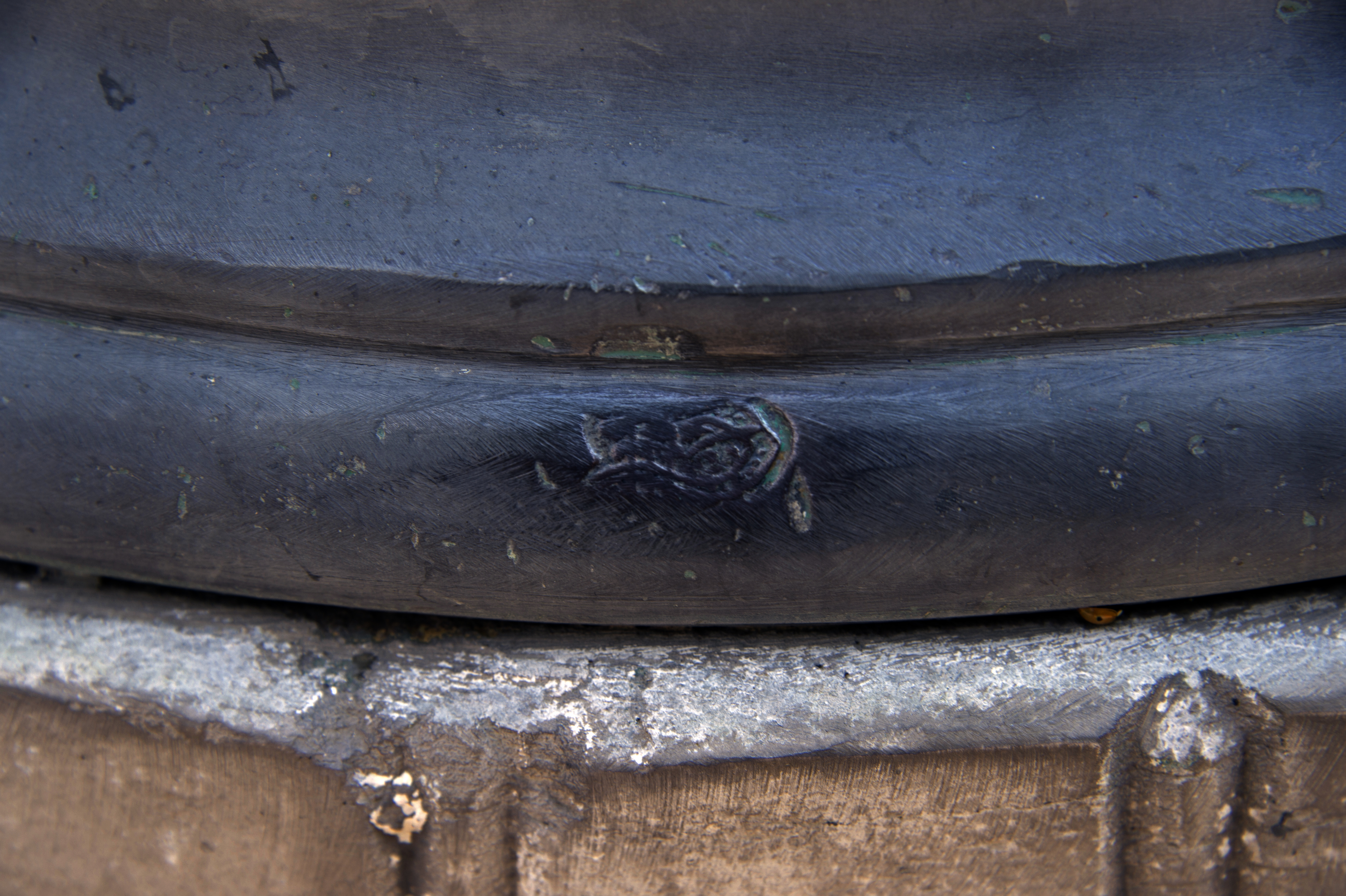
مسجد هادم ابراهيم باشا وعليه علامة معمار سنان على عمود
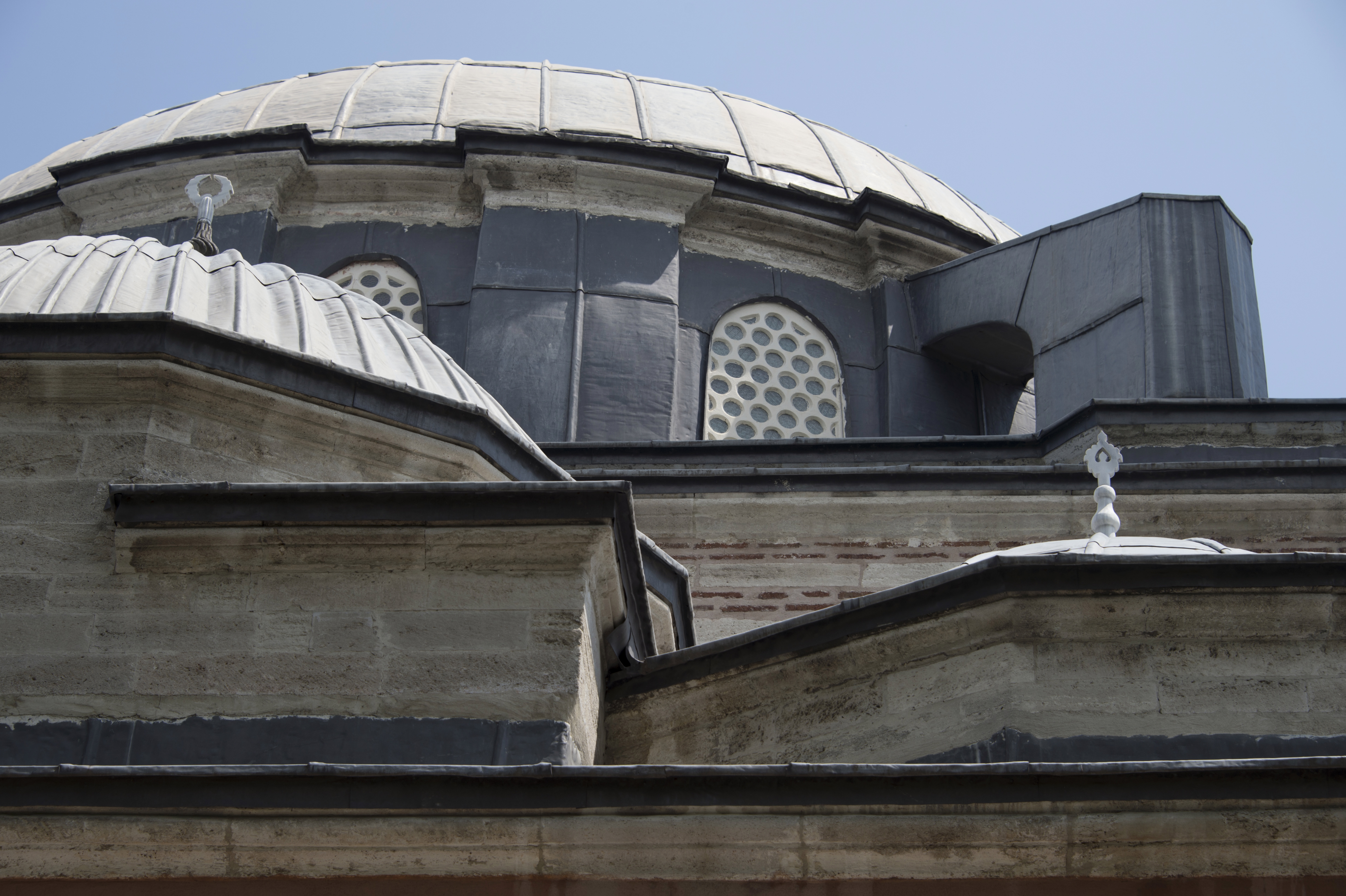
القبة الخارجية لمسجد هادي ابراهيم
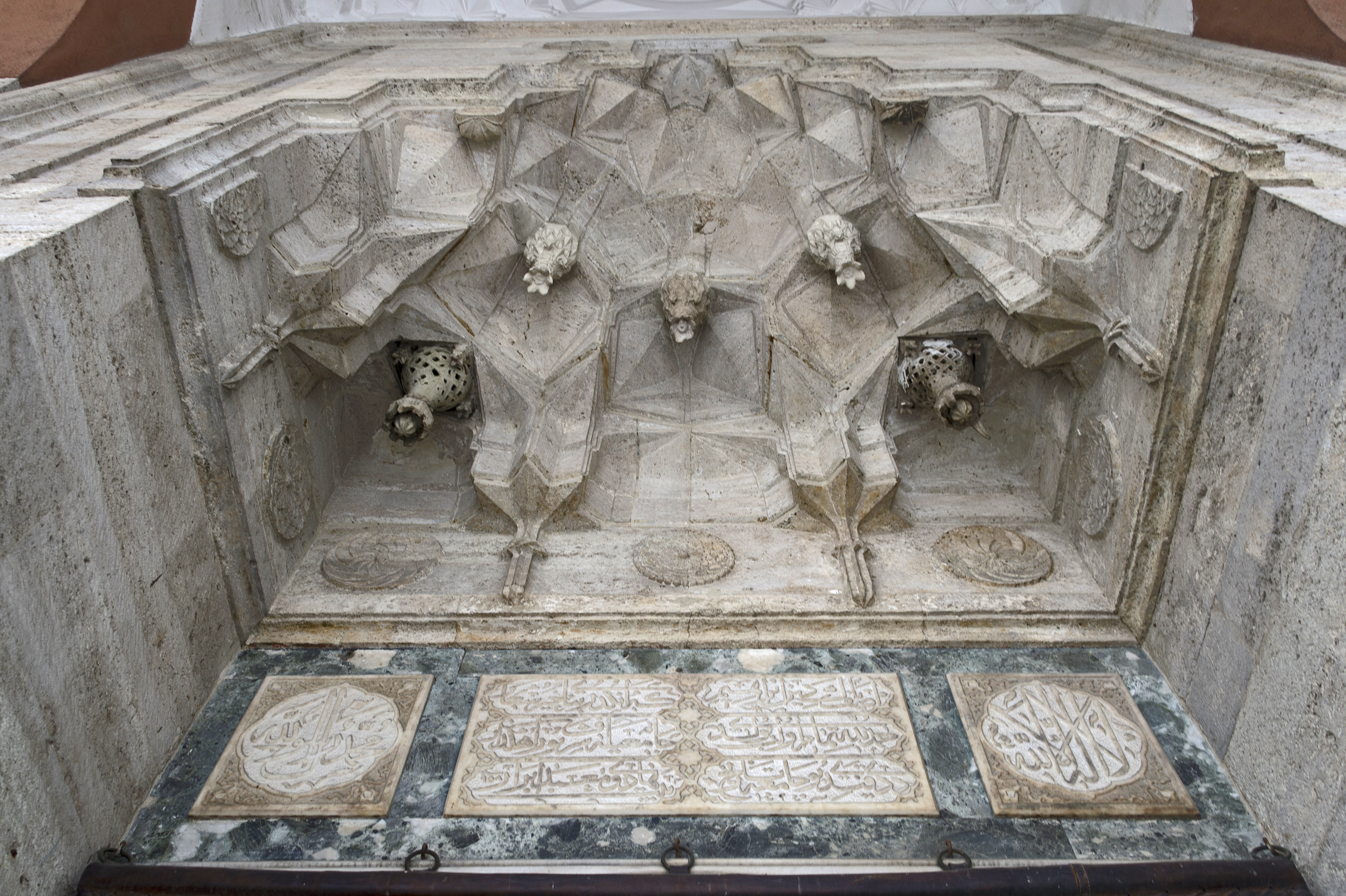
مسجد هادم ابراهيم المقرنصات فوق البوابة
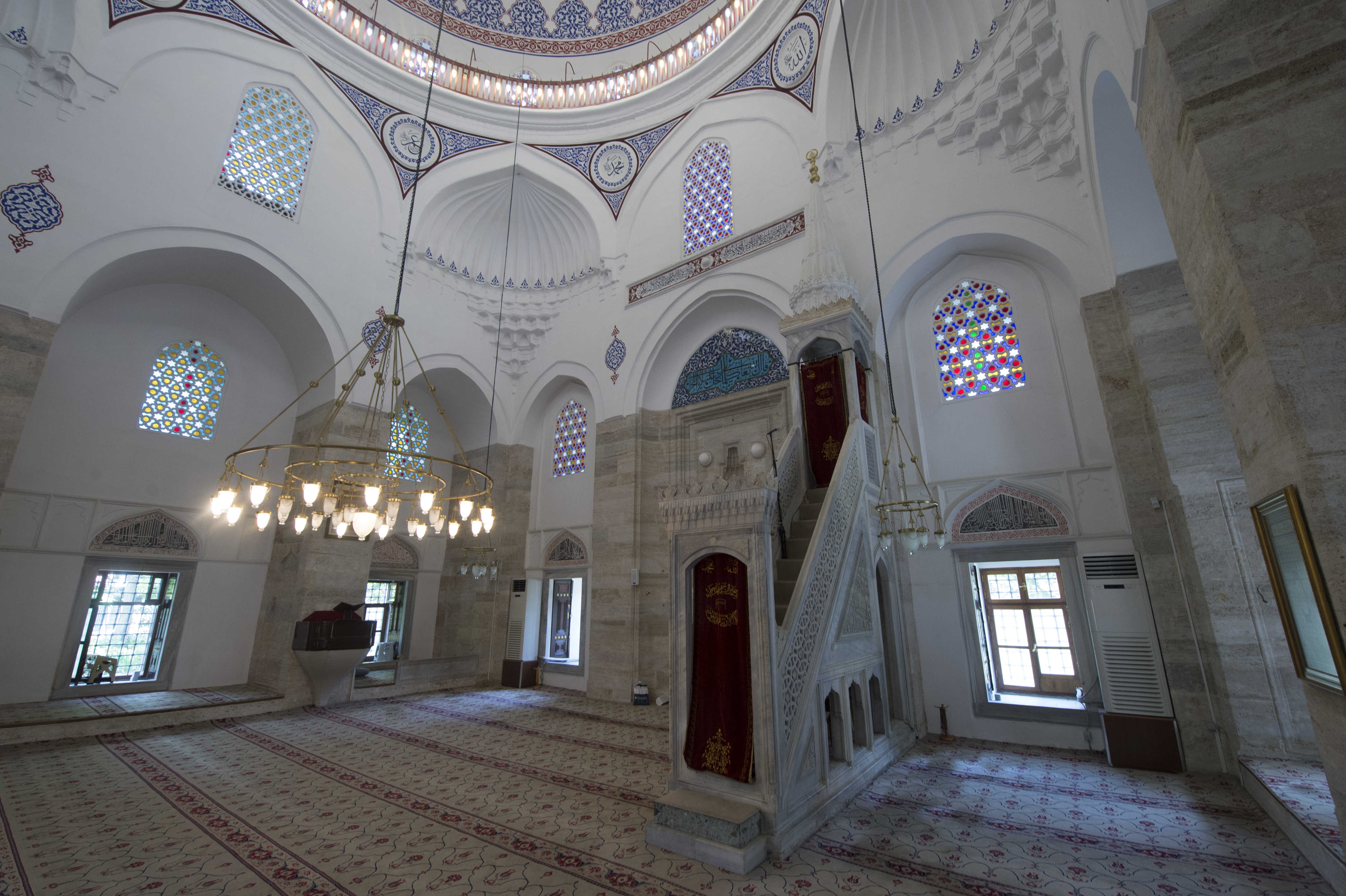
منظر مسجد الهديم إبراهيم باتجاه المنبر
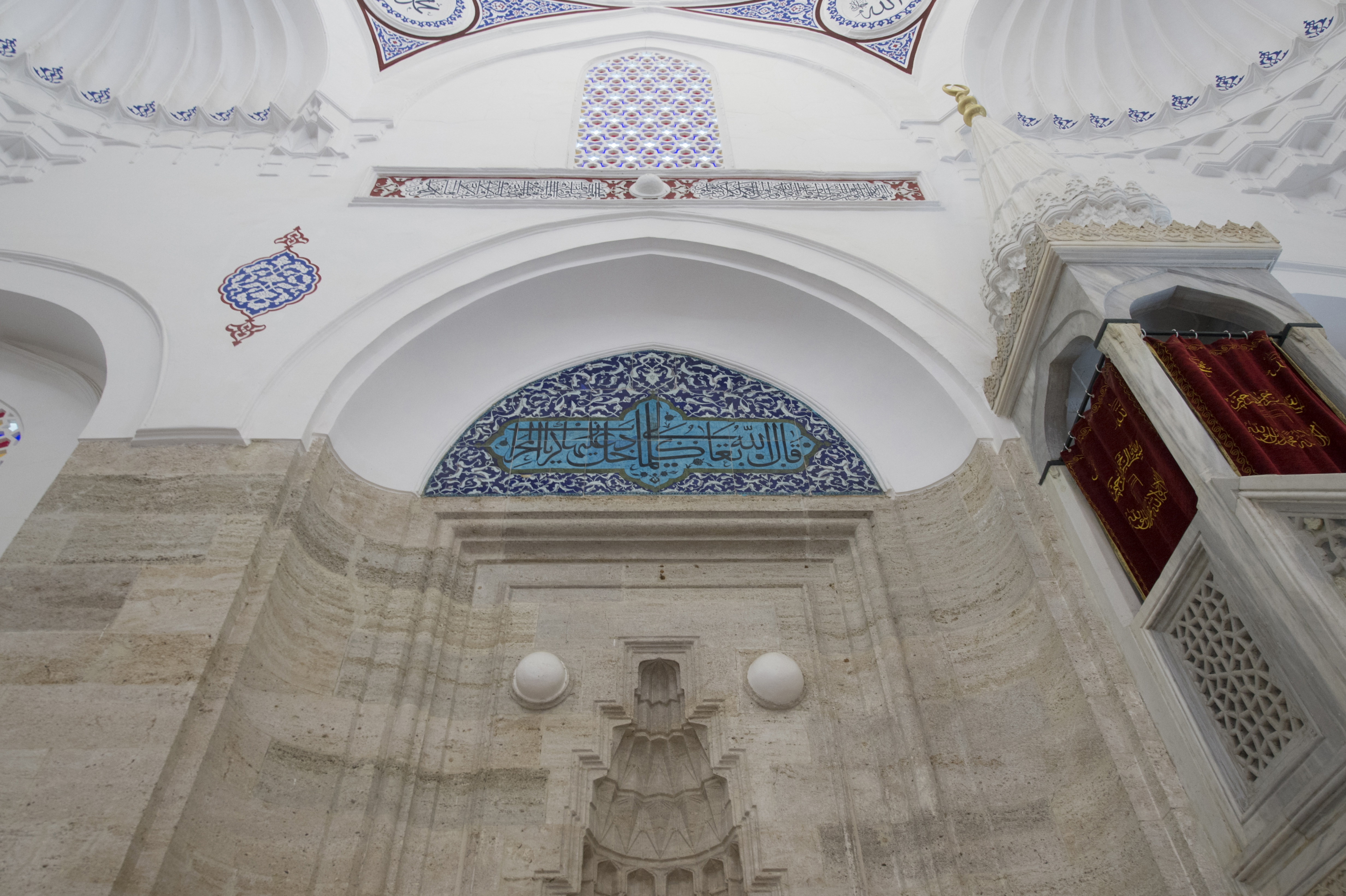
منظر لمسجد هادم إبراهيم أعلى المحراب
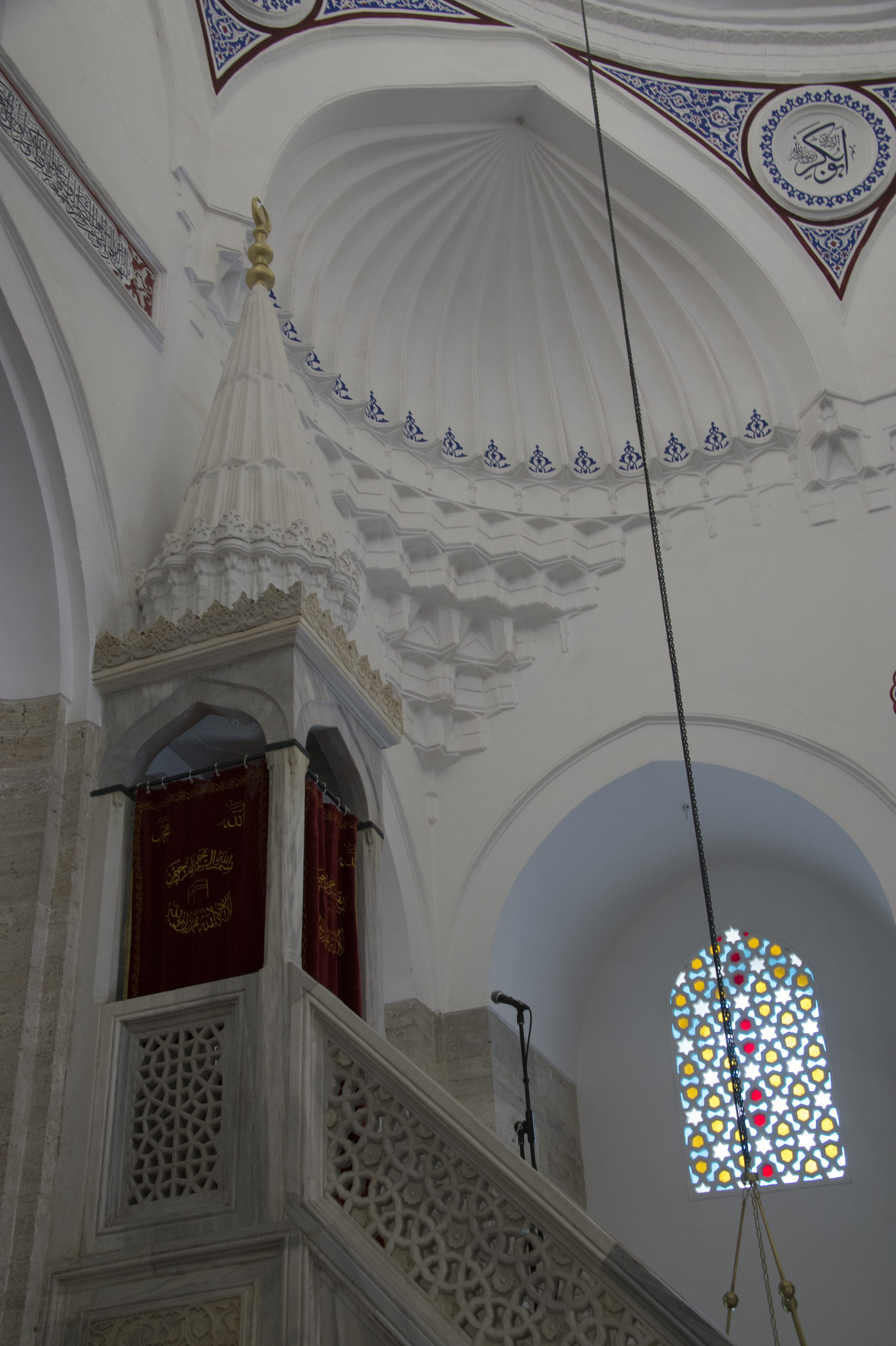
مسجد الهديم إبراهيم منظر أعلى المنبر والزاوية ذات المقرنصات والخطوط المثقبة المطعمة
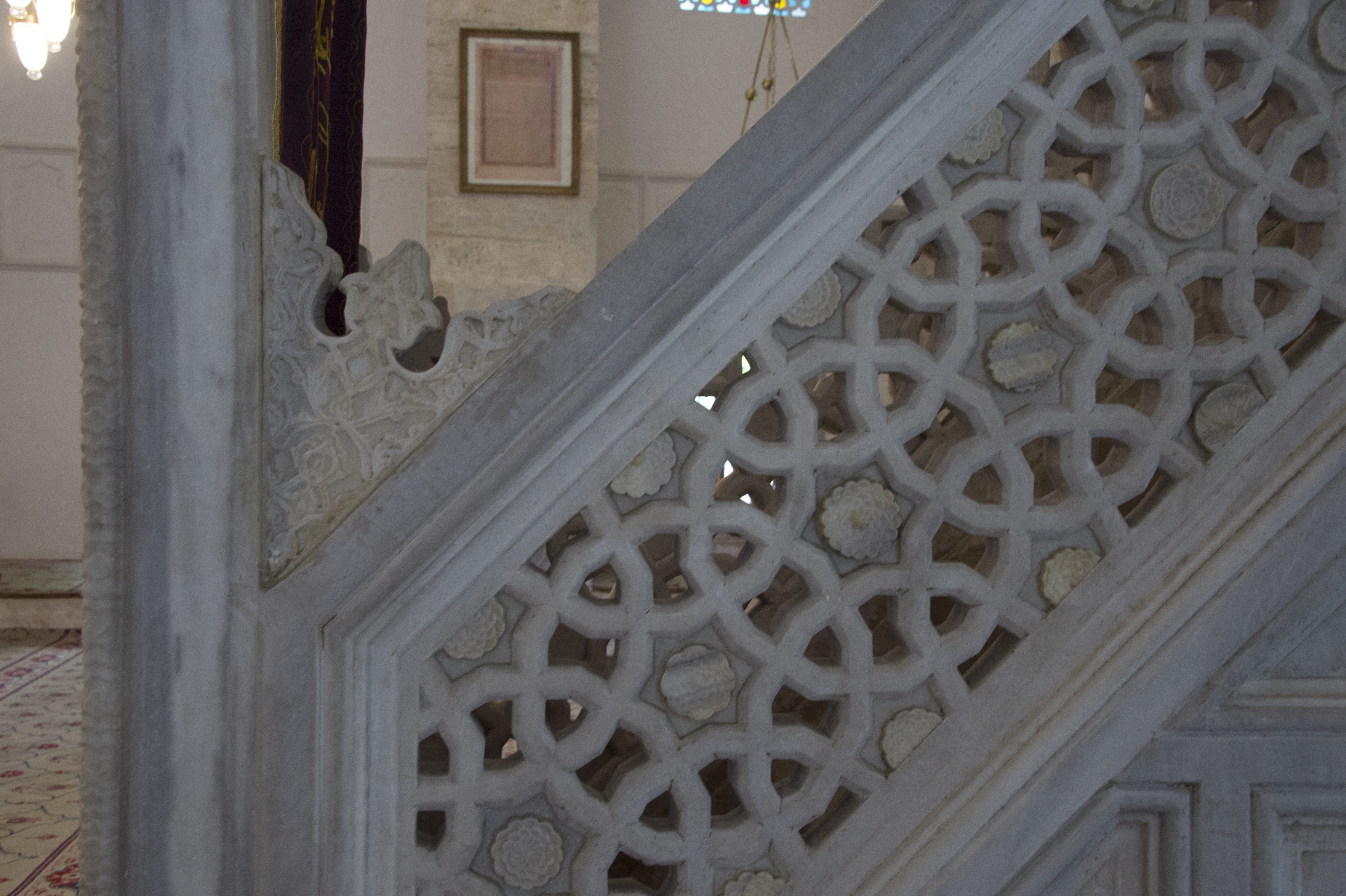
منبر مسجد هادم إبراهيم باشا على الجانب
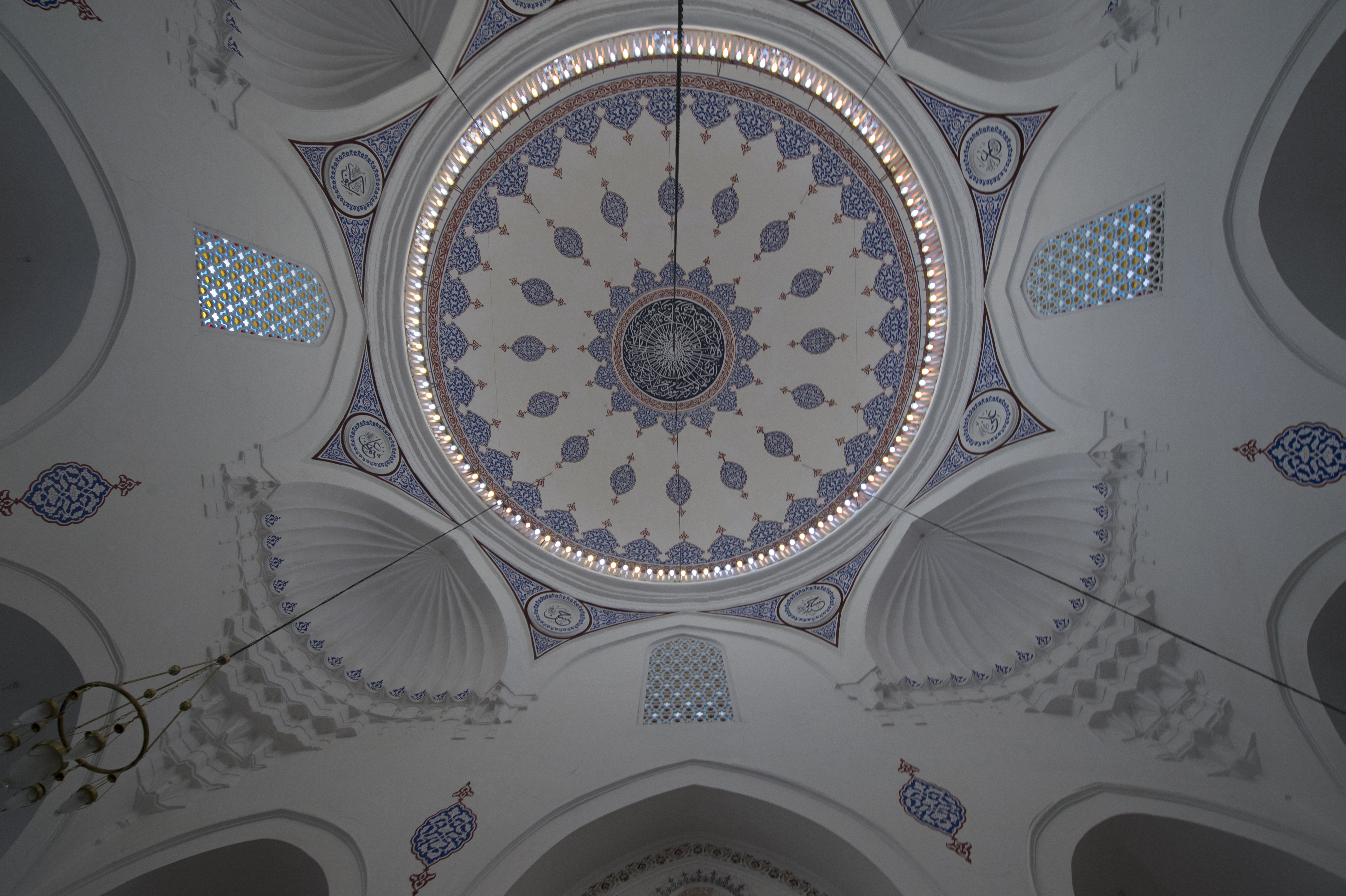
القباب الداخلية لمسجد هادم ابراهيم
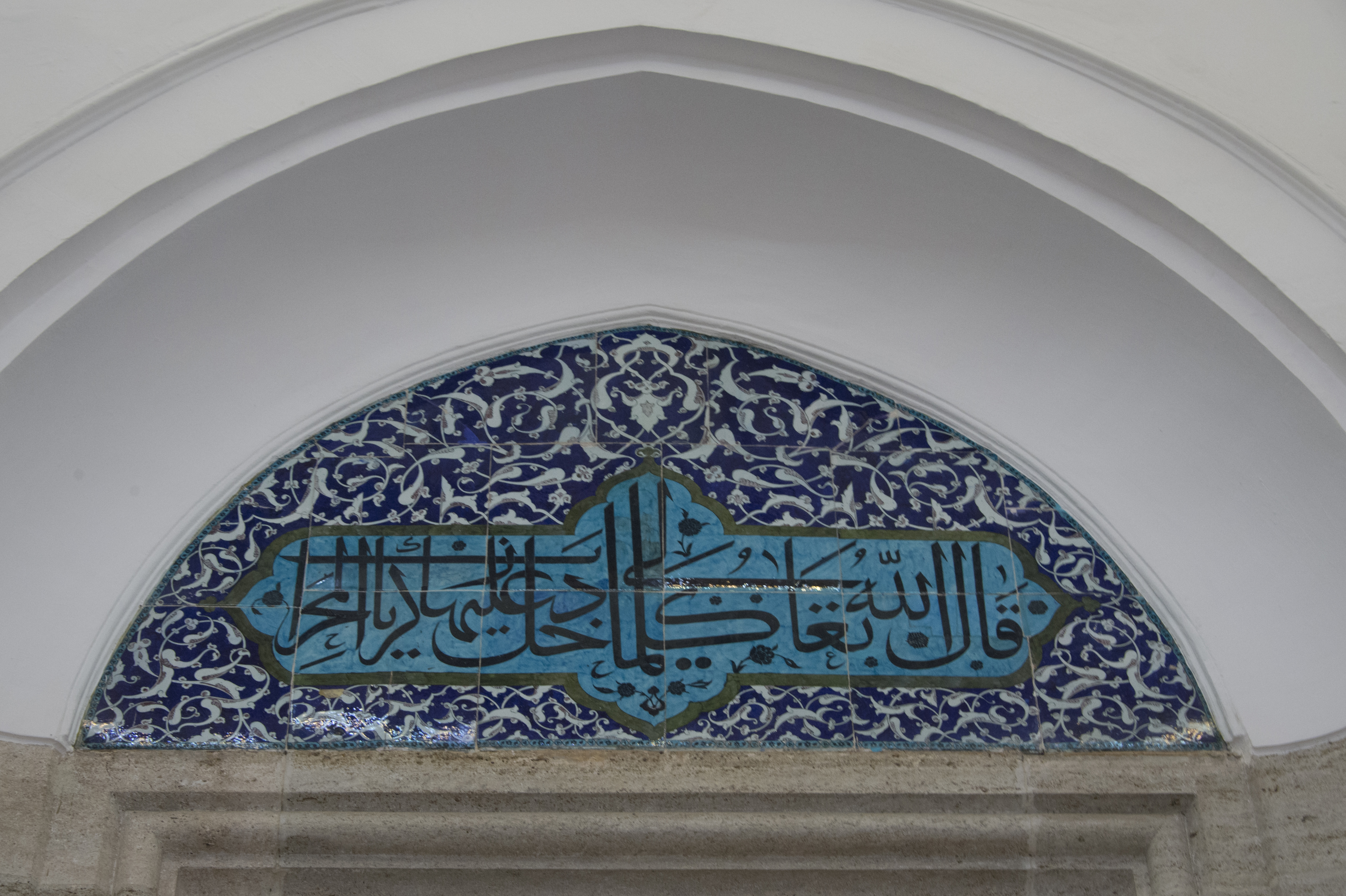
مسجد هاديم إبراهيم، الخط الإسلامي فوق نافذة
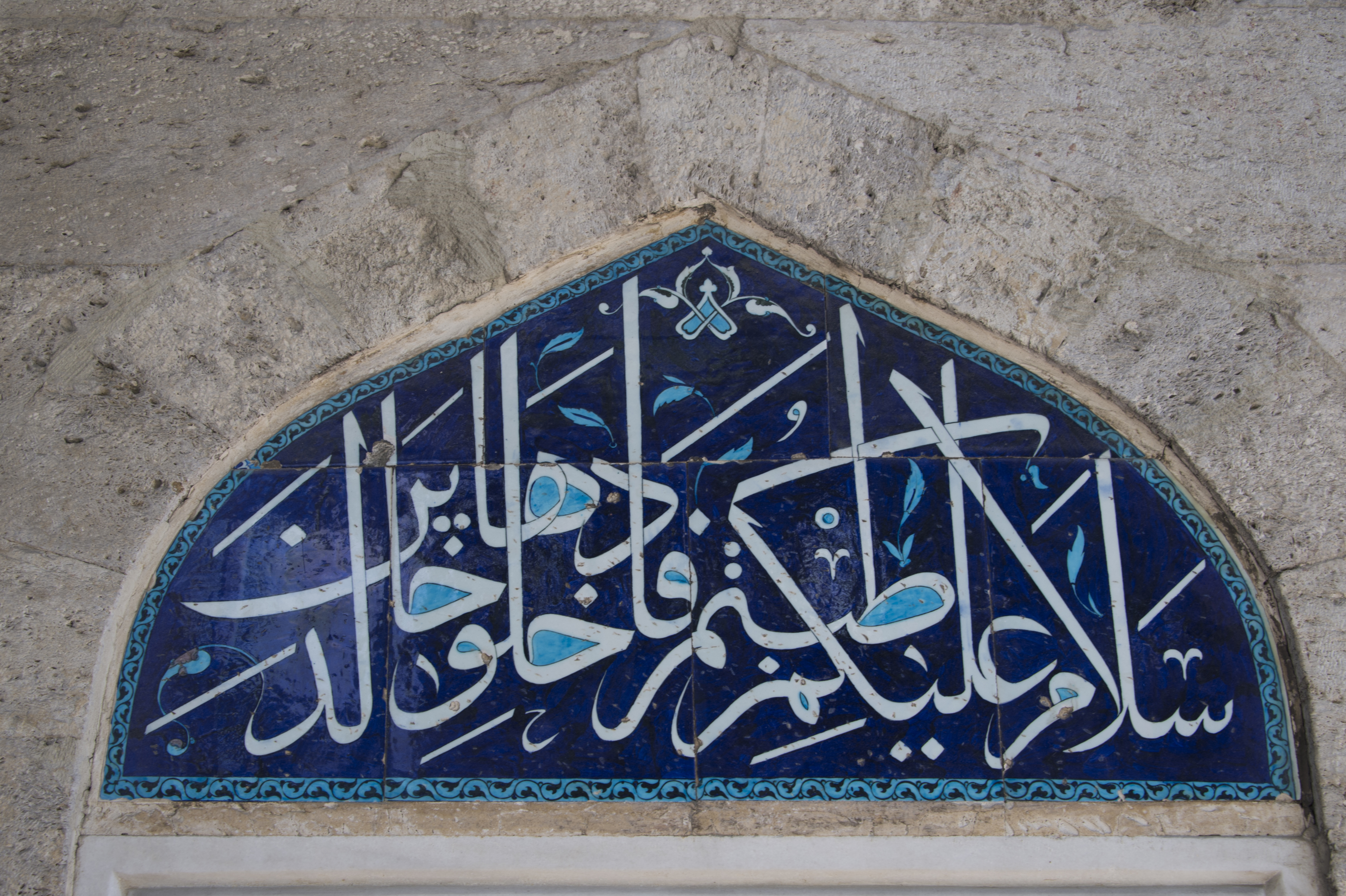
مسجد هاديم إبراهيم، الخط الإسلامي فوق نافذة
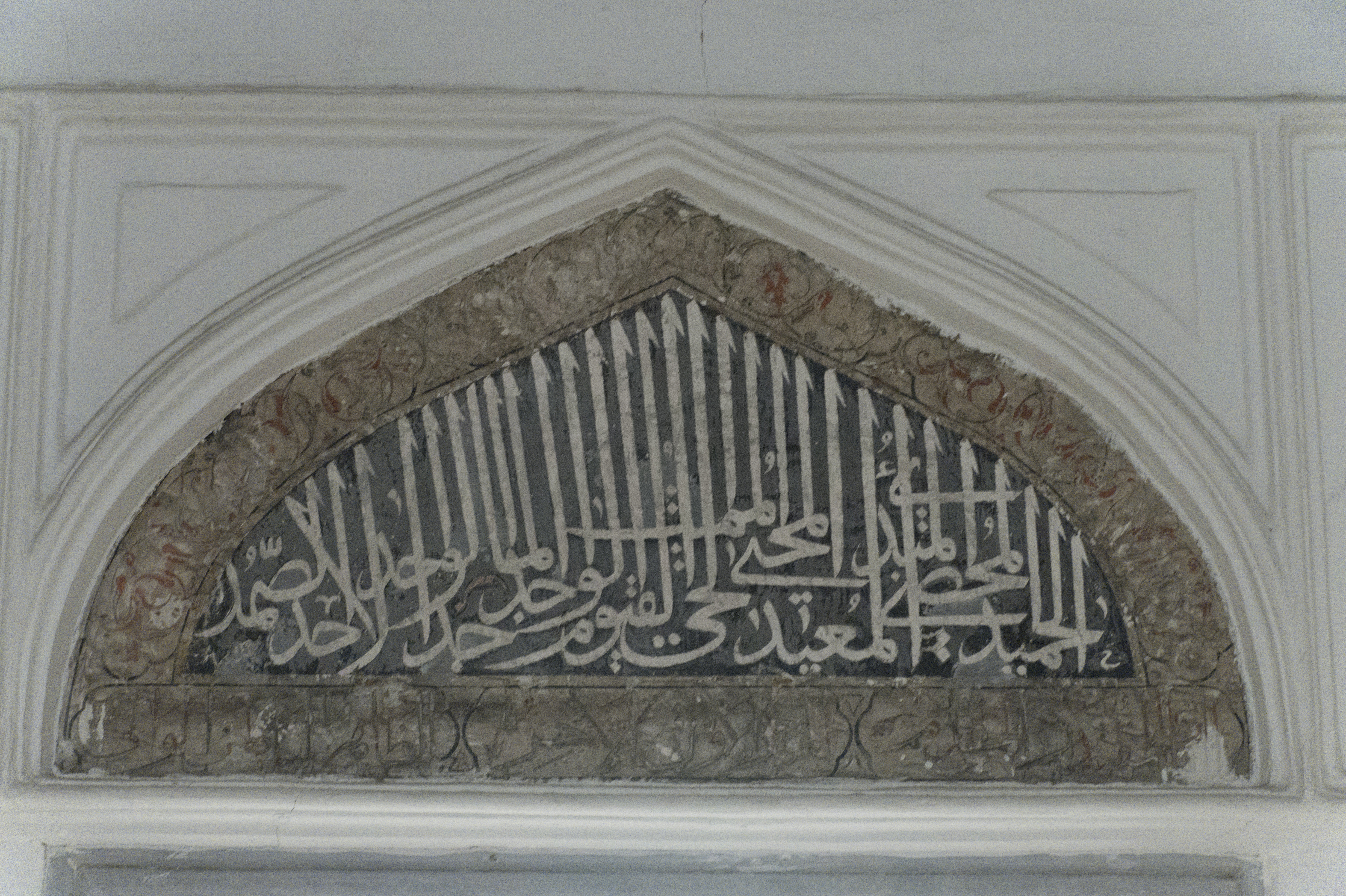
مسجد هاديم إبراهيم، الخط الإسلامي فوق نافذة

## روابط خارجية
- جامع إبراهيم باشا الخادم، ArchNet.
- حوالي 60 صورة للمسجد.